# Irundisaua
Irundisaua – rodzaj chrząszczy z rodziny kózkowatych. 

## Zasięg występowania
Przedstawiciele tego rodzaju występują w Ameryce Płd. i Środkowej od Gwatemali na płn. po Boliwię na płd.

## Systematyka
Do Irundisaua zaliczanych jest 7 gatunków:
- Irundisaua balteata
- Irundisaua forsteri
- Irundisaua heloisae
- Irundisaua moacyri
- Irundisaua ocularis
- Irundisaua punctata
- Irundisaua ucayalensis